# Кріс Дрейпер
Кріс Дрейпер  (англ. Chris Draper, 20 березня 1978) — британський яхтсмен, олімпійський медаліст.

## Виступи на Олімпіадах
| Олімпіада  | Дисципліна | Місце |
| ---------- | ---------- | ----- |
| Афіни 2004 | Клас 49er  | 3     |

## Зовнішні посилання
- Досьє на sport.references.com [Архівовано 27 січня 2012 у Wayback Machine.]